# مصطفى عبيد
مصطفى عبيد كاتب وصحفي وروائي مصري وباحث تاريخي ولد بالقاهرة في 28 أكتوبر عام 1976، وتخرج في قسم الآثار الإسلامية بكلية الآثار بجامعة القاهرة، ثم عمل بالصحافة، ويشغل حاليا منصب رئيس التحرير التنفيذي في جريدة الوفد المصرية التي تصدر عن حزب الوفد، وله مقالة أسبوعية ثابتة بالجريدة.
أصدر عدة كتب متنوعة بين الدراسات التاريخية والروايات والسير الذاتية والتراجم وفاز بعدة جوائز في الكتابة من بينها جائزة أفضل كتاب مترجم في معرض القاهرة الدولي للكتاب 2021

## مسيرته المهنية
تخرج مصطفى عبيد في قسم الآثار الإسلامية بكلية الآثار بجامعة القاهرة عام 1998، ثم عمل بمجال الصحافة، فكتب المقالات لعدد من الصحف والمجلات والمواقع الإلكترونية المصرية والعربية، ومن بينها جريدة الأهرام، وجريدة الوفد.
ترقى مصطفى عبيد في المناصب الصحفية حتى أصبح رئيسا للتحرير التنفيذي بجرية الوفد التي يصدرها حزب الوفد المصري، ولمصطفى عبيد مقالاً أسبوعياً ثابتاً بالجريدة.
اهتم مصطفى عبيد بالأدب، وكانت بداياته الأدبية كاتباً للشعر، وصدرت له خمسة دواوين شعرية قبل أن يتجه إلى كتابة الرواية ويتخصص في كتابة الرواية التاريخية إلى جانب كتابة السيرة.
استغرق مصطفى عبيد قرابة العامين في تأليف روايته المعنونة باسم «جاسوس في الكعبة»، والتي تدور أحداثها في القرن التاسع عشر الميلادي خلال فترة الصراعات التي دارت بين محمد علي باشا والي مصر والحركات الوهابية في أرض الحجاز. تتمحور الرواية حول قصة المستشرق السويسري الذي زار الحجاز ومصر والشام متنكرا في ثياب تاجر مسلم، وانتهي به الحال مدفونا بعد وفاته في إحدى مقابر القاهرة باعتباره ولي من ولياء الله الصالحين. وحققت الرواية أربعة طبعات متتالية.

## أعماله ومؤلفاته

### المؤلفات
ألف مصطفى عبيد العديد من المؤلفات التي تنوعت ما بين الرواية، والمقالات، والدراسات التاريخية والسير، والدواوين الشعرية، ومنها:
- ثورة العشاق (شعر): صدر عام 2000 عن الوكالة العربية للنشر والتوزيع بالقاهرة.
- محمد الدرة يتكلم (شعر): صدر عام 2000 عن الوكالة العربية للنشر والتوزيع بالقاهرة.
- وردة واحدة وألف مشنقة (شعر): صدر عام 2005 عن مركز الحضارة العربية للنشر والتوزيع بالقاهرة.
- بكاء على سلم المقصلة (شعر): صدر عام 2009 عن مركز الحضارة العربية للنشر والتوزيع بالقاهرة.[4]
- التطبيع بالبزنس.. أسرار علاقات رجال الأعمال باسرائيل: صدر عام 2009 عن دار ميريت للنشر والتوزيع بالقاهرة.
- مليارديرات حول الرئيس: صدر عام 2011 عن دار كنوز للنشر والتوزيع بالقاهرة.[5][6]
- موسم سقوط الطغاة العرب: صدر عام 2011 عن دار كنوز للنشر والتوزيع بالقاهرة.[7]
- الفريق الشاذلي.. العسكري الأبيض: صدر عام 2011 عن دار الرواق للنشر والتوزيع بالقاهرة.[8][9]
- كُتب هزت مصر: صدر عام 2012 عن دار كنوز للنشر والتوزيع بالقاهرة.[10]
- أفكار وراء الرصاص (تاريخ العنف السياسى في مصر): صدر عام 2013 عن دار كنوز للنشر والتوزيع بالقاهرة.[11][12]
- ذاكرة الرصاص (رواية): صدرت عام 2013 عن دار كنوز للنشر والتوزيع بالقاهرة.[13][14]
- انقلاب (رواية): صدر عام 2014 عن دار الرواق للنشر والتوزيع بالقاهرة.[15][16]
- زينب الوكيل سيدة مصر: صدر عام 2015 عن دار الرواق للنشر والتوزيع بالقاهرة.[17][18]
- أالبصاص (رواية): صدرت عام 2016 عن دار الرواق للنشر والتوزيع بالقاهرة.[19][20][21]
- هوامش التاريخ.. من دفاتر مصر المنسية: صدر عام 2017 عن دار الرواق للنشر والتوزيع بالقاهرة.[22][23]
- نيتروجلسرين (رواية): صدرت عام 2018 عن دار كيان للنشر والتوزيع بالقاهرة.[24][25]
- ليل المحروسة (رواية): صدرت عام 2019 عن دار الرواق للنشر والتوزيع بالقاهرة.[26][27]
- سبع خواجات (سير رواد الصناعة الأجانب في مصر): صدر عام 2021.[28][29]
- جاسوس في الكعبة (رواية): صدرت عام 2021 عن دار الرواق للنشر والتوزيع بالقاهرة، وصمم غلاف الرواية الفنان كريم آدم.[30]

### التراجم
كما ترجم مصطفى عبيد عددًا من الأعمال الأدبية إلى العربية، ومنها:
- النسخة النادرة من مذكرات توماس راسل حكمدار القاهرة 1902 - 1946: صدر الكتاب لأول مرة في لندن عام 1949 تحت اسم «في الخدمة المصرية»، وصدرت نسخته المترجمة إلى العربية من ترجمة مصطفى عبيد عام 2021، ويضم الكتاب شهادة أحد أهم الضباط البريطانيين في مصر والذي شغل منصب حكمدار القاهرة في الفترة ما بين عامي 1918 و1946 إبان الاحتلال البريطاني للبلاد. يروري توماس راسل في مذكراته أحداث وملابسات أهم القضايا والجرائم والاغتيالات السياسية التي وقعت في مصر في تلك الفترة.[31] [32]

## التكريمات والجوائز
حظي الكاتب والصحفي مصطفى عبيد بتكريم العديد من الجهات المحلية والعربية، وحصل على عدد من الجوائز الأدبية والصحفية، والتي من أهمها:
- جائزة مصطفى شردى المقدمة من نقابة الصحفيين المصريين لأفضل مقال سياسى عام 2013 عن مقال له بعنوان «أنا ربكم الأعلى».
- جائزة مصطفى شردى المقدمة من نقابة الصحفيين المصريين لأفضل مقال سياسى عام 2015 عن مقال له بعنوان «المثقف ونفاق السلطة».
- جائزة مجدى مهنا المقدمة من نقابة الصحفيين المصريين لأفضل عمود صحفى عام 2015 عن عمود له بعنوان «اعدام ميكى ماووس».
- جائزة مجدي مهنا لأفضل عامود صحفي من نقابة الصحفيين المصريين عام 2023 عن عامود بعنوان سيدنا البخاري
- جائزة سعيد سنبل المقدمة من نقابة الصحفيين المصريين عام 2022 عن عامود بعنوان "قراءة للمستقبل"ز
- جائزة سيمنس للصحافة (مركز ثانِ) عام 2006.
- جائزة أفضل كتاب مترجم ضمن جوائز معرض القاهرة الدولي للكتاب لعام 2021